# فین رون
فین رون (انگلیسی: Finn Ronne؛ ۲۰ دسامبر ۱۸۹۹ – ۱۲ ژانویهٔ ۱۹۸۰) یک سیاح و از افسران نیروی دریایی ایالات متحده آمریکا و از کاشفان قطب جنوب بود. او در سال ۱۹۴۰ میلادی به همراه کارل اکلوند مشخص کرد که منطقه الکساندر در قطب جنوب یک جزیره است.